# Andrena taxana
Andrena taxana är en biart som beskrevs av Warncke 1975. Andrena taxana ingår i släktet sandbin, och familjen grävbin. Inga underarter finns listade i Catalogue of Life.